# A Decade in Blue Remix 2009
A Decade in Blue Remix 2009 è una raccolta di remix degli Eiffel 65, in chiave Electro House del brano Blue (Da Ba Dee) che ha poi spianato la strada internazionale e europea degli Eiffel 65 riscuotendo un grande successo. I remix sono stati prodotti all'epoca dall'ex DJ del gruppo Gabry Ponte ed i Djs From Mars.

## Tracce
1. Blue (da ba dee) (Djs From Mars - Mars Attax Extended Remix) (6:37)
2. Blue (Da Ba Dee) (Gabry Ponte Remix) (6:59)
3. Blue (da ba dee) (Djs From Mars - Red Planet Extended Remix) (6:35)
4. Blue (da ba dee) (Gabry Ponte vs. HiFi Blueprint Remix) (6:28)
5. Blue (da ba dee) (Djs From Mars - Mars Attax Fm Remix) (3:35)
6. Blue (da ba dee) (Gabry Ponte Radio edit) (3:45)
7. Blue (da ba dee) (Djs From Mars - Red Planet Fm Remix) (3:44)